# Динамо-Арена имени Бориса Пайчадзе
«Динамо-Арена имени Бориса Пайчадзе» (груз. ბორის პაიჭაძის სახელობის ეროვნული სტადიონი) — футбольный стадион в Тбилиси (проспект Акакия Церетели, д. 2), Грузия. Домашний стадион ФК «Динамо» (Тбилиси).

## История

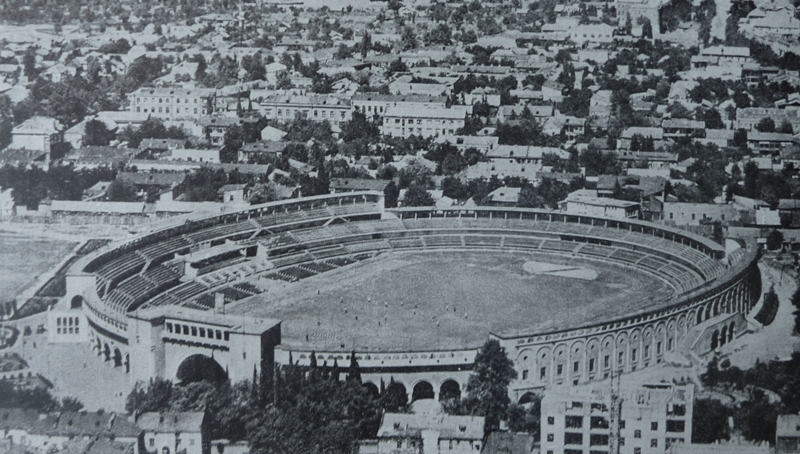
Стадион имени Лаврентия Берии в 1935 году

В советские времена носил имя Лаврентия Берии, а позже — Владимира Ленина. В постсоветское время был переименован в "Национальный". С 1995 по 2011 год носил имя грузинского футболиста Бориса Пайчадзе. В настоящее время стадион носит имя «Динамо».
Вопрос о сооружении в Тбилиси хорошо оборудованного стадиона обсуждался ещё в конце 1920-х гг. В 1933—1934 гг. был проведен закрытый конкурс на проект стадиона «Динамо» в Тбилиси, в котором приняли участие архитекторы Ю. Житковский, М. Калашников, А. Курдиани, Л. Мелеги, Г. Тер-Микелов, Д. Фомин и др. В результате конкурса был принят проект архитектора А. Курдиани при консультации А. Н. Кальгина. Построен в 1933—1938 гг. Стадион, рассчитанный на 30 000 зрителей, был одним из наиболее значительных общественных сооружений предвоенного Тбилиси.
В 1970-е годы пережил коренную реконструкцию, вместимость была увеличена до 78 000 мест. Несмотря на беговые дорожки, трибуны были спроектированы с возможностью хорошего обзора из-за ворот, а места верхнего яруса укрыты "козырьком" от дождя.
Первый официальный матч на обновлённом стадионе состоялся 29 сентября 1976 года. Это был матч 1/32 финала Кубка УЕФА между «Динамо» (Тбилиси) и «Кардифф Сити» (Уэльс), который хозяева выиграли со счётом 3:0. В 1981 году на стадион пришли 80 000 болельщиков, чтобы поздравить победителей Кубка обладателей кубков УЕФА — футболистов тбилисского «Динамо».
Сборная СССР провела здесь несколько международных матчей. Футбольные клубы «Спартак» (Москва) и «Динамо» (Киев) часто проводили здесь свои международные матчи ранней весной и поздней осенью.
100 000 болельщиков наблюдали за первой игрой первого сезона чемпионата Грузии по футболу между ФК «Динамо» (Тбилиси) и ФК «Колхети-1913» (Поти).
Рекордное количество зрителей было зафиксировано в 1979 году, когда стадион принял около 110 000 человек, чья поддержка сыграла важную роль в победе над английским «Ливерпулем» со счётом 3:0, после чего «Динамо» вышло в 1/8 финала Кубка европейских чемпионов. В Советском Союзе тбилисский стадион «Динамо» был рекордсменом по средней посещаемости — в среднем 45 000 зрителей за матч. Рекорд посещаемости был повторён в 1995 году в матче между сборными Грузии и Германии, который снова собрал 110 000 человек.
Национальный стадион был домашним для грузинской сборной в течение нескольких лет. Здесь Грузия с крупным счётом выиграла у сборных Уэльса (5:0), Армении (7:0) и Польши (3:0).
После реконструкции 2006 года на стадионе осталось 55 000 мест, оборудованных индивидуальными пластиковыми сиденьями.
На этом стадионе прошёл финал Суперкубка Европы в 2015 году, где сыграла Барселона против Севильи. Этот матч закончился 5:4 с победой Барселоны.
Также на этом стадионе проводился чемпионат Европы среди молодёжных команд. Матч Грузии против Бельгии посетило более 41 000 человек, что стало рекордом чемпионата.
В июле 2023 года на стадионе был установлен новый рекорд посещаемости молодёжных чемпионатов Европы по футболу. Встречу между сборными Грузии и Израиля посетили 44
338 зрителей.

Панорама стадиона